# Nereilinum murmanicum
Nereilinum murmanicum är en ringmaskart som beskrevs av Ivanov 1961. Nereilinum murmanicum ingår i släktet Nereilinum och familjen skäggmaskar. Inga underarter finns listade i Catalogue of Life.